# Alexander Steinbrecher
Alexander Steinbrecher (* 16. Juni 1910 in Brünn, damals Österreich-Ungarn; † 6. April 1982 in Wien) war ein österreichischer Komponist, der vor allem mit Operetten, Filmmusiken, Schlagern und volkstümlichen Wiener Liedern erfolgreich war.

## Leben
Steinbrecher war der Sohn des früh (1919) verstorbenen Großhandlungsgesellschafters Alexander L. Steinbrecher und der aus einer jüdischen Familie stammenden Frieda Mayer, adoptierte Nessler.
Nach der Matura studierte Steinbrecher auf dem Prager Konservatorium Musik bei Josef Suk, dem Schwiegersohn von Antonín Dvořák. Nach Abschluss seines Musikstudiums arbeitete Steinbrecher zunächst in einem Wiener Musikverlag. In dieser Zeit schrieb er seine ersten Schlager, Lieder und auch einige Bühnenwerke.
1936 entstand sein Lustspiel mit Musik Schneider im Schloss, deren Gesangstexte Steinbrecher gemeinsam mit Hans Weigel schrieb. 1939 schrieb er die Musik für die Alt-Wiener Posse mit Gesang Die Gigerl’n von Wien. 1940 folgte Brillanten aus Wien. In dieser Operette erzählte Steinbrecher die Geschichte des Juweliers Joseph Strasser, der in der Josefstadt wohnte und als einer der Erfinder der Strass-Steine gilt. Aus diesem heute vergessenen Werk stammt Steinbrechers wohl bekanntestes Wiener Lied: Ich kenn' ein kleines Wegerl im Helenental. 1941 entstand das musikalische Lustspiel Theres’ und die Hoheit. 1942 erzielte Steinbrecher seinen größten Bühnenerfolg mit der Burleske Meine Nichte Susanne. Von der „entzückend boshaften Musik“ und den Schlagern voll geistreichem Witz und Pikanterie wurde besonders das Lied Unter einem Regenschirm am Abend bekannt.
Seit 1939 war Steinbrecher mit der Schauspielerin Jane Tilden verheiratet, ihre gemeinsame Tochter ist Frances Martin. Die Ehe wurde später jedoch wieder geschieden.
1944 wurde Steinbrecher nach der Schließung aller deutschsprachigen Theater zum Militärdienst eingezogen. Er stand 1944 in der Gottbegnadeten-Liste des Reichsministeriums für Volksaufklärung und Propaganda.
Nach dem Ende des Zweiten Weltkrieges ging Steinbrecher als Komponist zum Rundfunk-Sender Rot-Weiß-Rot nach Salzburg, wo er zeitweise Programmchef war. Später wurde er Kapellmeister am Wiener Burgtheater, wo er Schauspielmusiken für volkstümliche Lustspiele von Ferdinand Raimund und Johann Nestroy schrieb.
Zu Steinbrechers weiteren bekannten Wiener Liedern gehören Zwei aus Ottakring und Zwischen Simmering und Favoriten.
Steinbrechers Musik ist einfallsreich, charmant und stets unsentimental. Maßgerecht erfundene Melodien und mit modernen Harmonien durchsetzte musikalische Einfälle finden ihren besonderen Reiz in kabarettistisch-zugespitzten Chansons. Dabei ergänzt Steinbrechers Musik stets den oft satirischen Wortwitz des Textes.
Alexander Steinbrecher starb nach kurzer schwerer Krankheit im Alter von fast 72 Jahren in Wien. Er wurde auf dem Neustifter Friedhof in einem ehrenhalber gewidmeten Grab beigesetzt.
Durch seine Ehen mit Beatrix Degenschild und Elisabeth Urbancic war er der Stiefvater des Regisseurs Michael Haneke und des Schauspielers Christoph Waltz.

## Werke (Auswahl)

### Bühnenwerke
- 1936: Schneider im Schloss
- 1939: Die Gigerl’n von Wien
- 1940: Brillanten aus Wien
- 1941: Theres’ und die Hoheit
- 1942: Meine Nichte Susanne

### Lieder
- Ich kenn' ein kleines Wegerl im Helenental
- Zwei aus Ottakring
- Zwischen Simmering und Favoriten
- Unter einem Regenschirm am Abend
- Wann i nimmer singen kann aus der Operette Entweder oder
- Am Baum am Bach am Busch

### Filmografie
- 1942: Brüderlein fein
- 1943: Die kluge Marianne
- 1950: Meine Nichte Susanne
- 1962: Einen Jux will er sich machen